# Sheryl Franks
Sheryl Franks (* 26. Mai 1961 in New Orleans, Louisiana) ist eine ehemalige US-amerikanische Eiskunstläuferin.
Franks trat im Paarlauf mit Michael Botticelli an. Zusammen wurden sie bei den nationalen Meisterschaften 1977 bis 1980 jeweils Dritte und qualifizierten sich damit für die Eiskunstlauf-Weltmeisterschaften in diesen Jahren. Bei diesen wurden sie in den Jahren 1977, 1978 und 1979 Neunte, 1980 landeten sie auf dem Zehnten Platz. Im gleichen Jahr nahmen Franks und Botticelli an den Olympischen Winterspielen in Lake Placid teil. Dort belegten sie Rang sieben.
Nach dem Ende ihrer aktiven Karriere arbeitete Franks als Trainerin und gründete ihre eigene Eiskunstlaufschule in West Newton (Massachusetts).